# Riccardo Castagna
Riccardo Castagna (Soave, 23 dicembre 1971) è un allenatore di calcio ed ex calciatore italiano, di ruolo difensore.

## Caratteristiche tecniche
È stato impiegato in tutti i ruoli della difesa, sia come terzino a destra o sinistra, sia come difensore centrale.

## Carriera

### Giocatore
Cresciuto nelle giovanili del Lanerossi Vicenza, milita in seguito nel Thiene e nel Cecina, formazioni di Serie C2. Nel 1992, a 21 anni, viene acquistato dalla Cremonese, con cui debutta in Serie B realizzando anche un gol nel derby contro il Piacenza; in quella stessa stagione ottiene anche la promozione in Serie A e la vittoria nella Coppa Anglo-Italiana.
Riconfermato nella massima serie, debutta il 5 dicembre 1993, ancora nel derby contro il Piacenza vinto per 4-0, e totalizza 6 presenze nel campionato di Serie A 1993-1994. A fine stagione fa ritorno in prestito al Vicenza, con cui ottiene una nuova promozione in Serie A. All'inizio della stagione successiva, dopo aver disputato altre 4 partite nella massima serie con i veneti, si trasferisce al Venezia in cambio di Willi Pittana.
Nel 1996 fa ritorno alla Cremonese, questa volta come titolare, disputando quattro campionati consecutivi nei quali la formazione grigiorossa scende dalla Serie B alla Serie C2. Svincolatosi dalla Cremonese, si allena per un periodo con l'Equipe Romagna (la formazione dei giocatori disoccupati), prima di firmare per la Torres nell'ottobre 2000: con i sardi disputa tre stagioni di Serie C1, prima di ritrovarsi nuovamente svincolato.
Si riavvicina quindi a casa, accettando l'offerta del Fiorenzuola con cui ottiene la salvezza nel campionato di Serie D 2003-2004. Rimane in Valdarda fino al 2007, con l'intermezzo di una stagione al Suzzara, tra Serie D ed Eccellenza. Nel 2007, a 36 anni, passa tra i dilettanti rimanendo nel piacentino con le maglie di Pro Piacenza, San Nicolò, Marsaglia e Borgonovese; con quest'ultima vince il campionato di Prima Categoria, e viene premiato come miglior difensore dei campionati dilettantistici piacentini nella stagione 2011-2012.
Vanta 10 presenze in Serie A con le maglie di Cremonese e Vicenza, e 82 presenze in Serie B con Cremonese, Vicenza e Venezia.

### Allenatore
Nell'ottobre 2012 subentra al dimissionario Daniele Sprega sulla panchina della Borgonovese, squadra in cui milita, abbandonando definitivamente l'attività agonistica. Sostituito a fine stagione, torna sulla panchina della squadra nel febbraio 2014. Al termine della stagione 2014-2015 viene sostituito da Massimo Cornelli.

## Palmarès

### Giocatore

#### Competizioni internazionali
- Coppa Anglo-Italiana: 1

Cremonese: 1992-1993

#### Competizioni regionali
- Prima Categoria: 1

Marsaglia: 2010-2011